# Kolbudy
Kolbudy (Ober Kahlbude in tedesco) è un comune rurale polacco del distretto di Danzica, nel voivodato della Pomerania.
Ricopre una superficie di 82,8 km² e nel 2004 contava 11 379 abitanti.